# Elouise Cobell
Elouise Pepion Cobell (5 listopada 1945 – 16 października 2011) – amerykańska działaczka z plemienia Czarnych Stóp (ang. Blackfoot), finansistka i ekonomistka, liderka wieloletniego pozwu zbiorowego Cobell v. Salazar wytoczonego przez grupę amerykańskich Indian rządowi USA w związku z zarzutami złego zarządzania funduszami należącymi do ponad 500 tys. indywidualnych Indian.
Po trwającym 14 lat procesie – jednym z największych i najbardziej skomplikowanych w historii USA – w 2009 roku Cobell doprowadziła do zawarcia bezprecedensowej ugody, na mocy której rząd zgodził się wypłacić 3,4 mld dolarów indiańskim właścicielom praw do ziemi i bogactw naturalnych. Pieniądze – należne Indianom m.in. z tytułu opłat dzierżawnych – od ponad stu lat zarządzane były z naruszeniem przepisów finansowych i interesów ich indywidualnych właścicieli przez Biuro do spraw Indian i inne agendy rządowe w ramach specjalnych funduszy.

## Życiorys
Elouise Cobell urodziła się w wielodzietnej rodzinie w rezerwacie Blackfoot w Montanie i otrzymała tradycyjne imię Yellow Bird Woman. Ukończyła studia na Great Falls Business College, otrzymała też tytuły honorowe Montana State University, Rollins College i – na krótko przed śmiercią – Dartmouth College. Od najmłodszych lat słuchała opowieści o krzywdach wyrządzonych Indianom przez władze, które nie dość, że pozbawiły Czarne Stopy i inne plemiona większości ziem i zasobów, to jeszcze ponoć okradały Indian z należnych im z tego tytułu pieniędzy.
Przez 13 lat była skarbnikiem plemiennym, a w 1987 roku pomogła założyć Blackfeet National Bank – pierwszy w USA bank stanowiący własność plemienną (obecnie Native American Bank). Była też dyrektorem wykonawczym Native American Community Development Corp., organizacji charytatywnej promującej zrównoważony rozwój społeczności tubylczych. Zajmując się finansami w ubogim rezerwacie, przez lata analizowała, co dzieje się z pieniędzmi, którymi na mocy traktatów zawartych kiedyś z Indianami do dziś zarządzają instytucje rządowe.
W 1996 roku stanęła na czele pozwu zbiorowego wytoczonego reprezentantom rządu USA w imieniu ponad pół miliona amerykańskich Indian – indywidualnych właścicieli praw do ziemi i bogactw naturalnych. Pieniądze należne Indianom m.in. z tytułu opłat dzierżawnych od czasów tzw. ustawy Dawesa z 1887 roku zarządzane były przez Biuro do spraw Indian (BIA) w ramach specjalnych funduszy powierniczych Departamentu Zasobów Wewnętrznych. Indiańscy właściciele środków na funduszach uznali, iż system ten od lat rodzi nieprawidłowości związane ze złym inwestowaniem, rozliczaniem i kontrolowaniem pieniędzy gromadzonych w ich imieniu przez rząd z tytułu opłat należnych tubylczym Amerykanom za dzierżawę ich ziemi oraz wypasanie na niej bydła, pozyskiwanie drewna, wydobywanie węgla, ropy naftowej i gazu.
Proces, którego nazwa zmieniała się wraz z kolejnymi administracjami w Waszyngtonie, nazywany był uprzednio – od nazwisk wcześniejszych sekretarzy Departamentu Zasobów Wewnętrznych i głównych pozwanych – Cobell v. Kempthorne, Cobell v. Norton i Cobell v. Babbitt.
Zdaniem Cobell łączna kwota nadużyć mogła sięgać setek miliardów dolarów, jednak wyliczenie konkretnych kwot i udowodnienie złej woli osób zarządzających funduszami powierniczymi indywidualnych Indian okazało się trudne – także z uwagi na trudności we współpracy z przedstawicielami administracji. Po kilkunastu latach procesów i apelacji, w których Cobell przez cały czas odgrywała główną rolę, w 2009 roku doszło w sprawie Cobell v. Salazar do zawarcia ugody sądowej na kwotę 3,4 mld dolarów – najwyższą w historii amerykańskiego sądownictwa.
W 1997 roku Cobell została laureatką "grantu dla geniuszy" MacArthur Fellowship, a otrzymane wówczas 300 tys. dolarów przeznaczyła głównie na finansowanie przeciągającego się procesu. Wielokrotnie zdobywała też inne fundusze na ten cel.
W czasie trwającej 14 lat batalii prawnej Cobell złożyła 3600 wniosków procesowych i spędziła na rozprawach w salach sądowych łącznie 220 dni. Przez ten czas sądy wydały 80 postanowień, od których Cobell i inni złożyli 10 apelacji. Zgodnie z ugodą, 1,4 mln dolarów ma trafić do indywidualnych pokrzywdzonych, których liczbę szacuje się nawet na ponad pół miliona. Około 2 mld dolarów rząd przeznaczyć ma na wykup rozdrobnionych z upływem lat prywatnych działek należących w przeszłości do Indian i przekazanie ich na własność indiańskim plemionom. Dodatkowe 60 mln zasilić ma fundusz stypendialny dla indiańskiej młodzieży.
Kolejny rok po zawarciu ugody Cobell spędziła, wyjaśniając Indianom jej szczegóły oraz przekonując członków Kongresu do zatwierdzenia porozumienia. Po ostatecznym przegłosowaniu ugody w Kongresie prezydent Barack Obama zatwierdził ją w grudniu 2010 roku, a sąd federalny – 20 czerwca 2011. W tym samym czasie Cobell dowiedziała się, że jest chora na raka i poddała się operacji w Klinice Mayo w Rochester. Zmarła krótko potem w wieku 65 lat w szpitalu w Great Falls.
Elouise Cobell była praprawnuczką historycznego przywódcy plemienia Czarnych Stóp o imieniu Mountain Chief. Miała siedmioro rodzeństwa. Przez sporą część życia mieszkała z mężem Alvinem na ranczu ok. 30 mil na południe od Browning w Montanie. Obok funkcji kierowniczych w instytucjach bankowych i radzie plemiennej Narodu Blackfeet zasiadała w radach nadzorczych Narodowego Muzeum Indian Amerykańskich w Waszyngtonie i organizacji ekologicznej Nature Conservancy. Jej jedyny syn Turk mieszka z rodziną w Las Vegas. We wrześniu 2011 senator Harry Reid z Partii Demokratycznej wystąpił z inicjatywą pośmiertnego przyznania Elouise Cobell Złotego Medalu Kongresu – najwyższego cywilnego odznaczenia przyznawanego przez Kongres Stanów Zjednoczonych.